# Honda Civic
La Honda Civic è un modello di autovettura prodotto dalla casa automobilistica giapponese Honda nel 1972, ancora in produzione e giunto ormai alla sua undicesima evoluzione. Solo la Toyota Corolla presentata nel 1966 può vantare un ciclo più longevo di modelli presentati con il nome invariato.
Honda ha sempre cercato di differenziare la Civic sui vari mercati nella quale è stata proposta. Questa tendenza è andata marcandosi a partire dalla sesta generazione, dalla quale si è potuto chiaramente identificare la vettura dedicata al mercato europeo (EDM) da quella riservata invece ai mercati statunitense (USDM) e giapponese (JDM). La differenziazione è andata sempre più definendosi, tant'è che la versione europea non condivide ormai praticamente nulla con quella statunitense, se non parte dei motori a benzina. Nonostante ciò, la differenziazione tra questi modelli è stata annullata dalla decima generazione, presentata per la prima volta nel 2015 negli Stati Uniti e lanciata poi sul mercato l'anno dopo nella sola versione sedan, a cui seguirà la versione coupé, esclusiva del Nord America e la versione hatchback, venduta principalmente in Europa. Le principali differenze riguarderanno quindi solo i motori, alcune opzioni e particolari esterni, ma nulla di più verrà cambiato. Con la decima serie, inoltre, la Civic tornerà, molto probabilmente dal 2018, in suolo giapponese, dove gli ultimi esemplari dell'ottava serie JDM vennero venduti nel 2010.

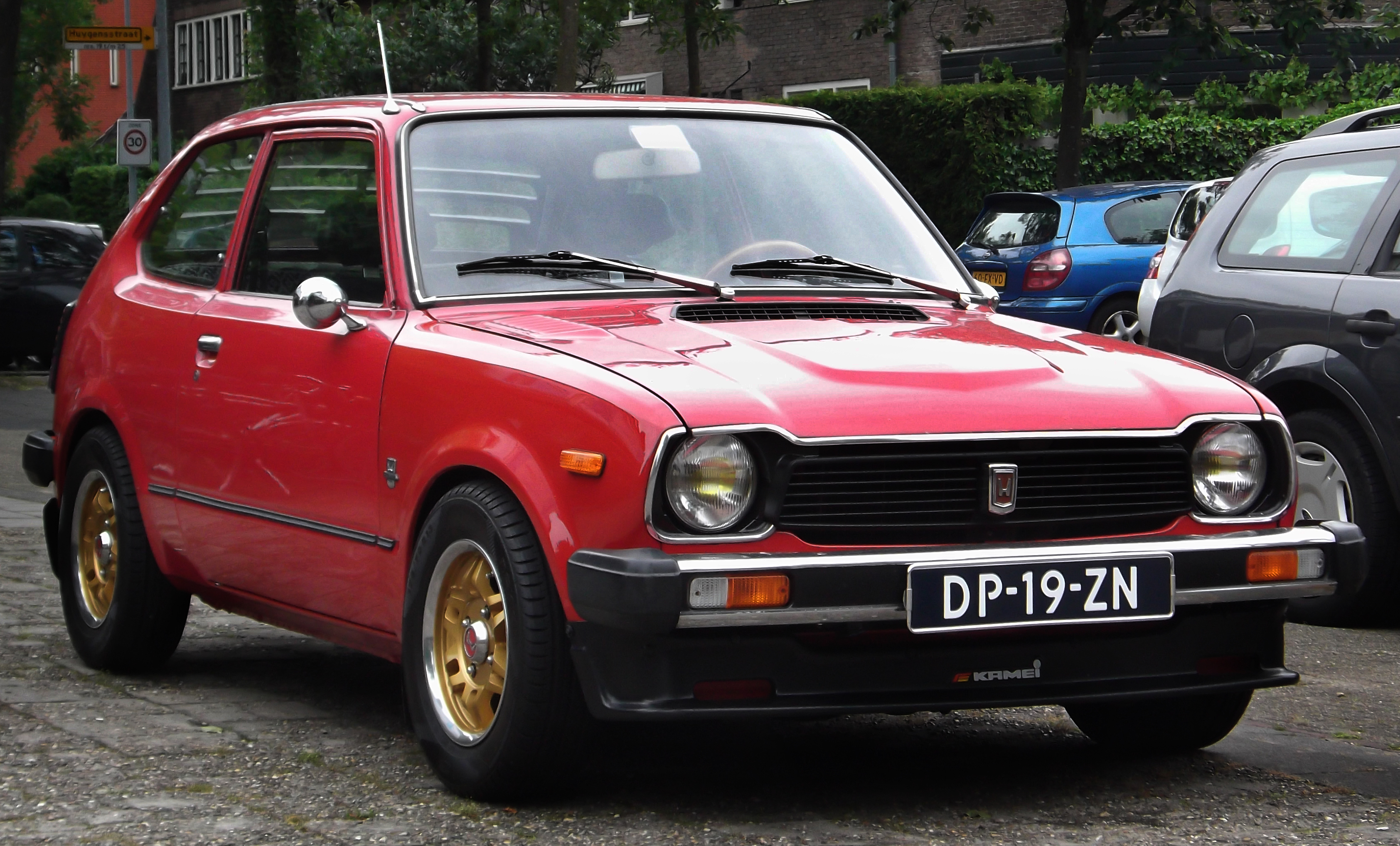
Civic I

## Prima generazione (1972-1979)
La prima Honda Civic nacque in un periodo contrassegnato, per il Giappone, da un intenso sviluppo economico. Eventi di importanza internazionale quali l'Expo di Osaka del 1970 e i giochi olimpici invernali di Sapporo del 1972 spinsero il Paese verso una urbanizzazione più intensa alla quale non si sottrasse l'automobile, la quale assunse, in quegli anni, il ruolo a noi sempre più noto di mezzo di trasporto di massa. Fino ad allora specializzata in auto sportive, Honda decise di adeguarsi al nuovo panorama economico-sociale che andava delineandosi, puntando sulla progettazione di un'auto compatta che potesse rispondere alle esigenze della clientela giapponese ed anche straniera. La nuova "utilitaria" portò in dote una meccanica inedita ed assolutamente distante dalle altre auto compatte nipponiche dell'epoca: in un periodo in cui le auto di bassa gamma erano contraddistinte da una carrozzeria a tre volumi, motore anteriore e trazione posteriore, la Honda Civic si presentò come una due volumi a trazione anteriore e motore anteriore trasversale, ricalcando il concetto di utilitaria così come espresso nella vecchia Europa. Il periodo di "gestazione" fu incredibilmente breve (considerando l'era in cui non esistevano la progettazione virtuale e l'analisi computerizzata): nell'arco di due anni (dal 1970 al 1972) si passò dal foglio bianco alla commercializzazione della vettura. Il debutto è datato luglio 1972 per la versione a 2 porte, seguita dalla versione 3 porte a settembre. La prima generazione della Honda Civic vinse il "Car of the Year Japan Award" per ben tre anni, dal 1972 al 1974, e conquistò il terzo posto del premio "Auto dell'anno" nel 1973.

## Seconda generazione (1979-1983)

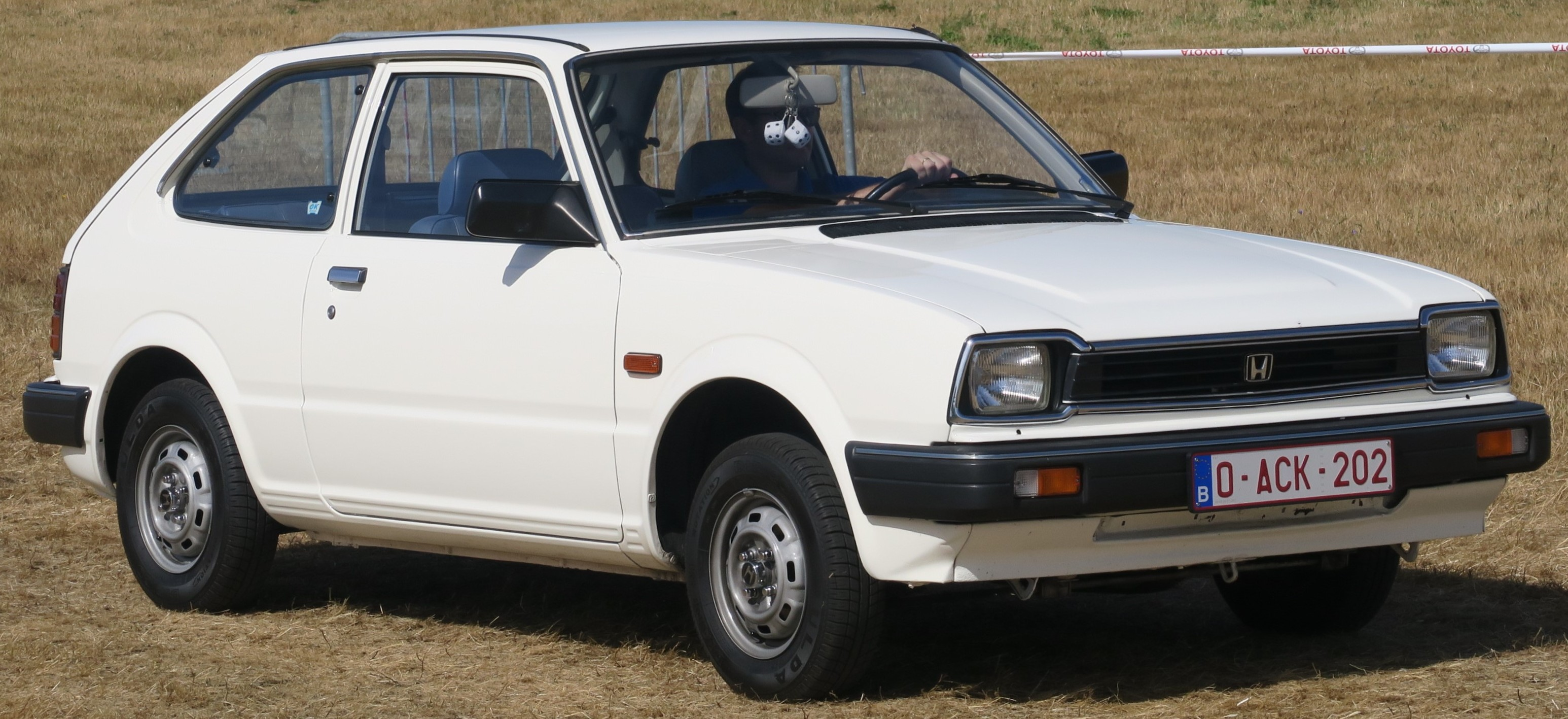
Civic II

La seconda generazione della Civic impose un aumento delle dimensioni esterne e segnò l'introduzione delle versioni berlina e familiare e della prima versione a 5 porte. I motori disponibili erano due, uno di 1,3 litri e l'altro di 1,5 litri, ed entrambi erano caratterizzati dalla tecnologie CVCC-II.
Gli allestimenti disponibili erano inizialmente tre: un allestimento base, uno intermedio denominato DX ed uno relativamente più ricco denominato GL e che veniva abbinato unicamente alla motorizzazione di 1,5 litri. Rispetto alla versione base, la DX aggiungeva non solo qualche accessorio, ma anche un nuovo cambio manuale a 5 marce. Anche la GL non si limitava all'aggiunta di qualche accessorio, ma portava con sé nuove gomme con tele radiali (a differenza delle altre versioni che usavano gomme con tele incrociate).
Un lieve restyling nel 1982 portò la Civic ad adottare fari anteriori rettangolari (in luogo dei precedenti di forma circolare) e paraurti di colore nero (al posto dei precedenti paraurti metallizzati).
Nel 1983 la versione 1500 GL fu rimpiazzata dalla più sportiva Civic S, la quale era dotata di sospensioni più rigide e di una barra antirollio al posteriore. Le gomme erano delle Michelin 165/70R13.

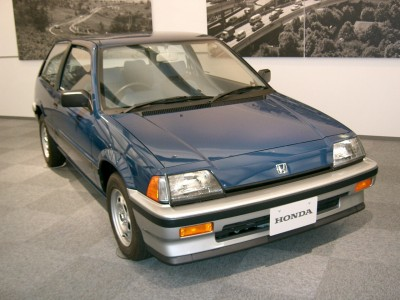
Civic III

## Terza generazione (1983-1987)
Anche la terza generazione della Honda Civic vede aumentare le proprie dimensioni, tant'è che il passo aumenta di 13 cm rispetto alla generazione precedente. Cambia anche la fisionomia della "famiglia" Civic: tra le hatchback scompare la versione 5 porte lasciando spazio alla sola 3 porte, rimane la versione berlina a 4 porte, mentre la station wagon assume una fisionomia simile a quelle delle monovolume e acquista il nome di Civic Shuttle. Da questa serie viene derivata anche una versione coupé denominata CRX.
La meccanica abbandona lo schema a quattro ruote indipendenti in favore di una soluzione semi-indipendente al retrotreno.
Dal 1985 molte motorizzazioni abbandonarono il carburatore passando all'iniezione, furono quindi muniti di catalizzatori.

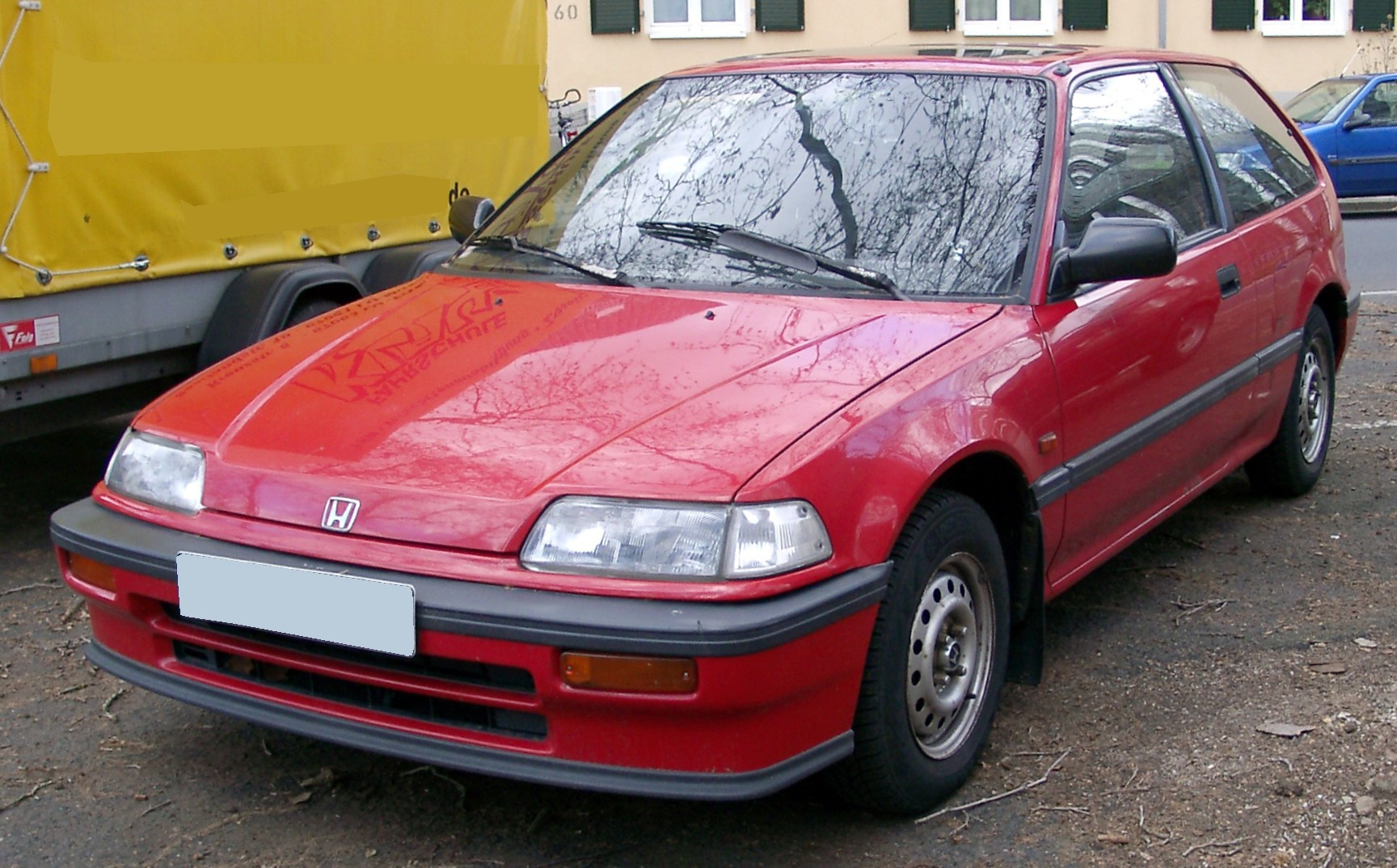
Civic IV

## Quarta generazione (1987-1991)

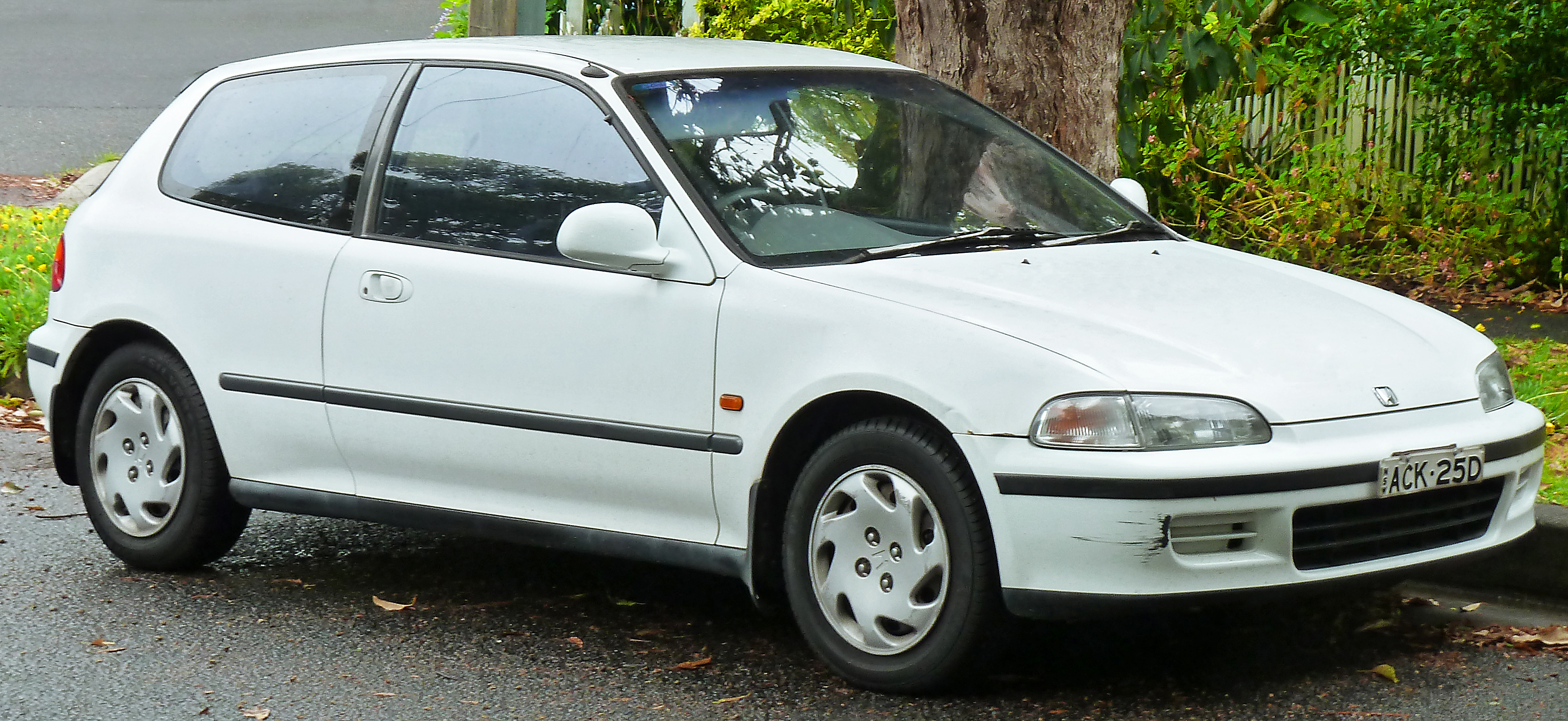
Civic V

Questa generazione vide l'introduzione delle 4 valvole per cilindro su tutti i motori. Era inoltre dotata di sospensioni a bracci oscillanti su entrambi gli assi, assicurando maggiore stabilità rispetto alle generazioni precedenti e alle concorrenti. Su questa serie debuttò il sistema VTEC. Tre le motorizzazioni principali: un 1400 cm³ da 90 CV, un 1600 cm³ da 131 CV e 1600 cm³ VTEC da 150 CV.

## Quinta generazione (1992-1995)
La Civic di V generazione (EG) vede un modesto aumento delle dimensioni esterne, ma un consistente ammodernamento delle linee generali che si fanno più morbide ma anche più aggressive. Alla classica versione hatchback si affiancano le versioni coupé, berlina e roadster (con l'inedita derivata denominata CRX Del Sol).

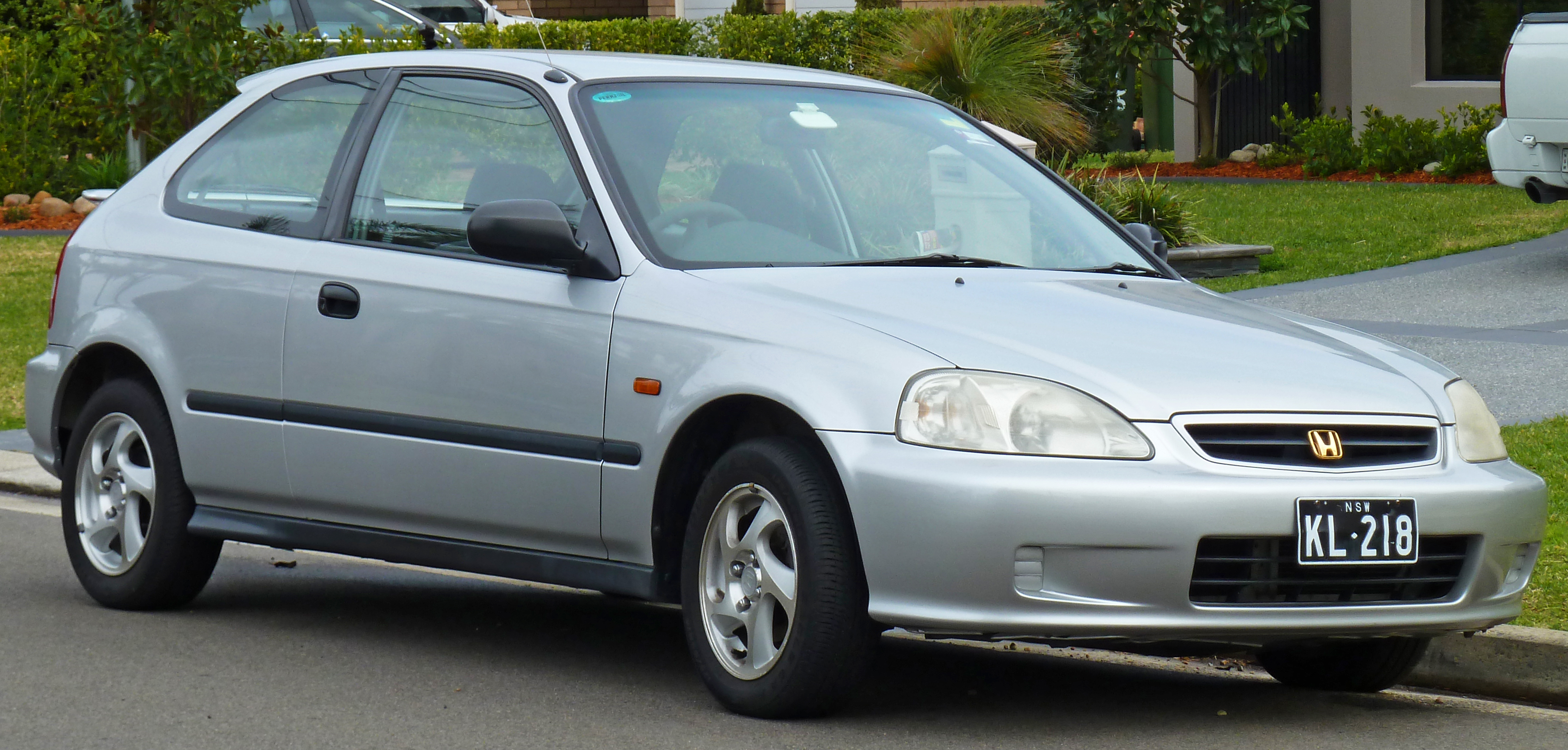
Civic VI

## Sesta generazione (1995-2001)
La sesta generazione debutta nel settembre 1995 e vedeva in commercio due modelli ben differenti, la serie EK (coupé, tre porte e quattro porte) di produzione giapponese e la serie MB (cinque porte e station wagon) di produzione inglese. Grazie ad una joint venture con la Rover ne è stata ricavata anche la Rover serie 400 di seconda generazione che era molto simile alla Civic inglese ma meglio rifinita.

## Settima generazione (2001-2006)

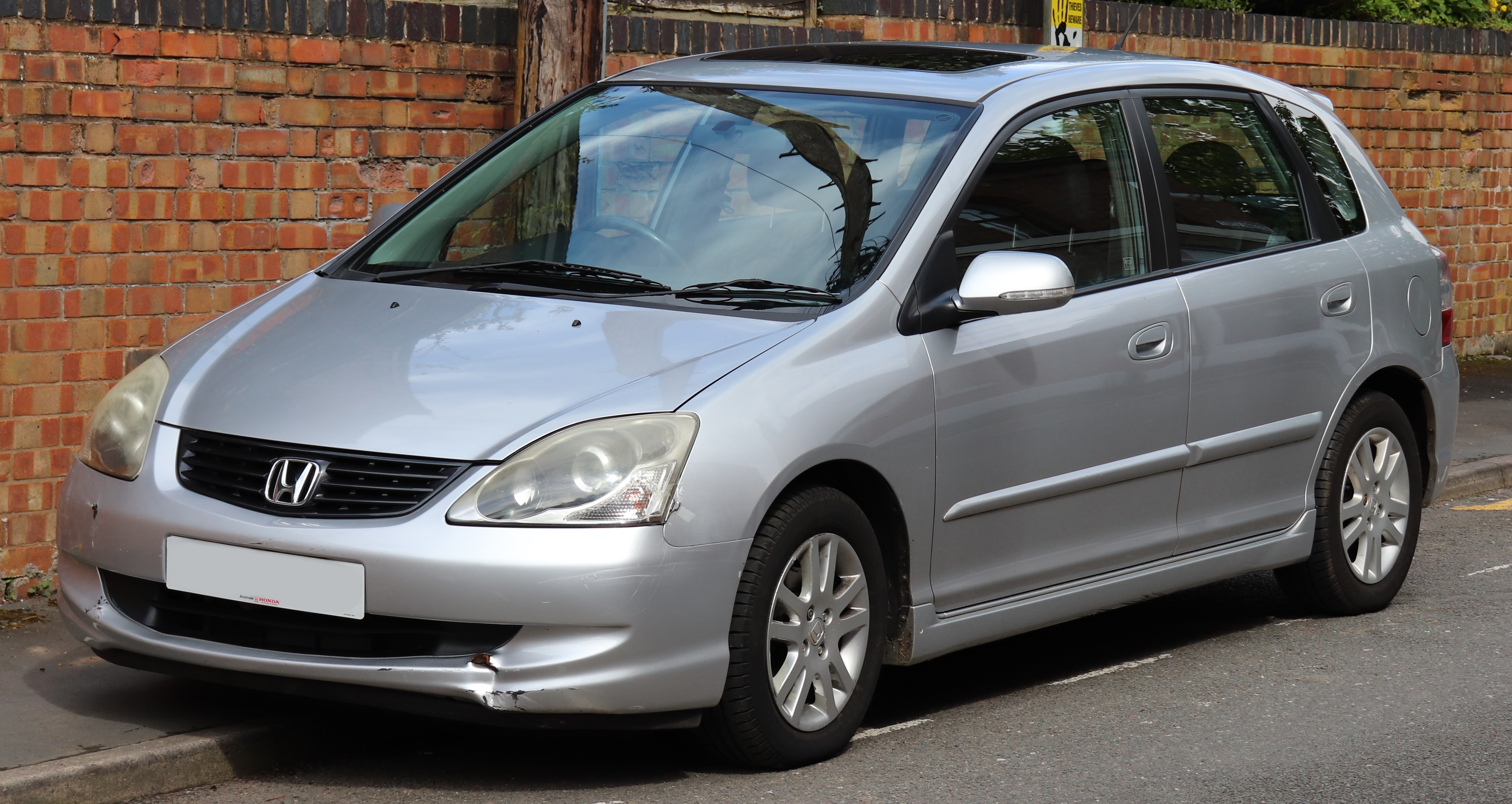
Civic VII

La settima generazione si presenta come rivoluzionaria già a partire dall'aspetto estetico. La Civic si presenta subito rivoluzionata nelle volumetrie: il corpo vettura acquista un muso corto e un nuovo sviluppo in altezza talmente pronunciato che quasi porta la macchina a sconfinare nel concetto di monovolume. Questa componente, più delle accresciute dimensioni, consente alla Civic di essere promossa definitivamente al settore delle berline medie. È stata prodotta con diverse motorizzazioni, tra cui la sportiva Type R sport, con un motore da 2000 cm³, 200 CV e interni sportivi.

## Ottava generazione (2006-2012)

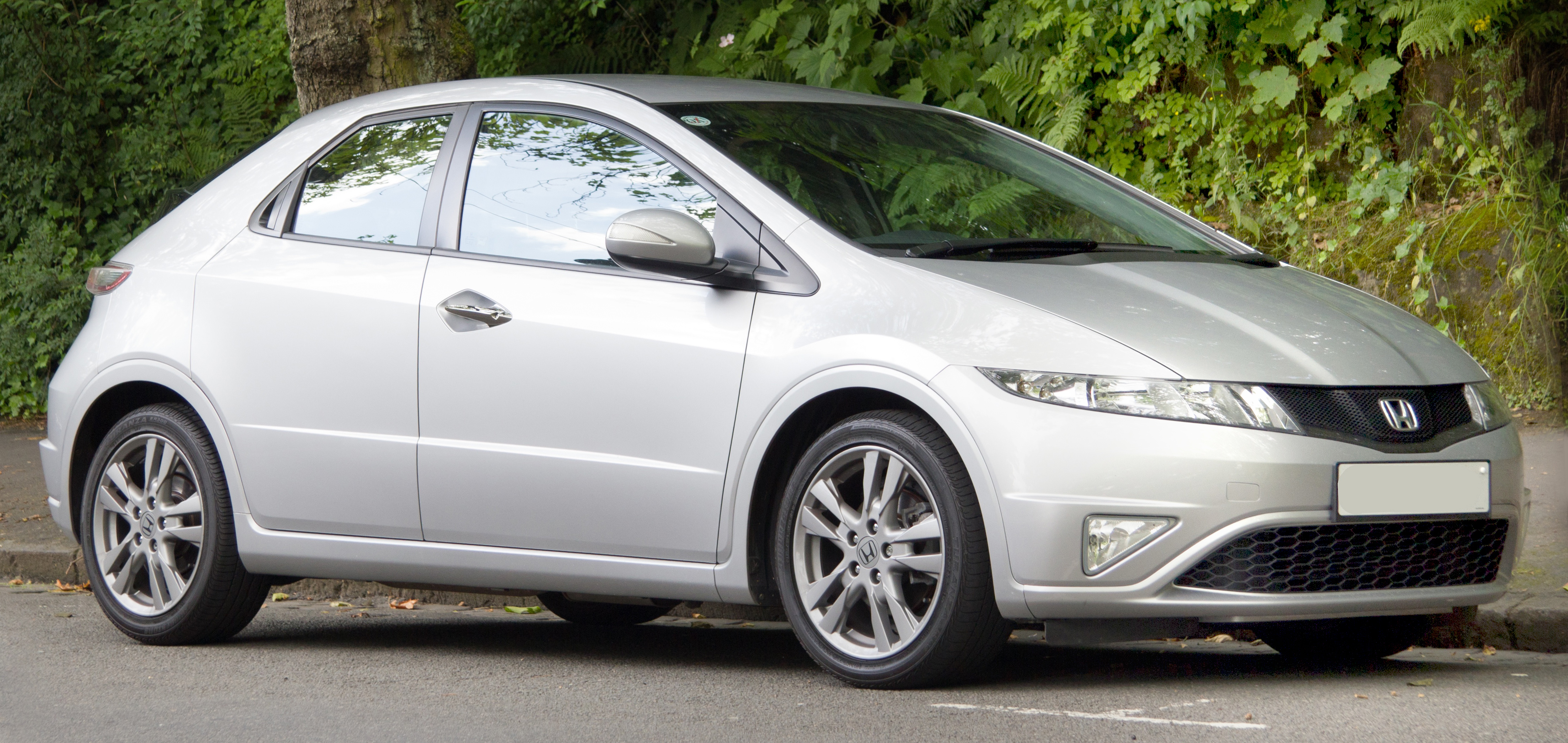
Civic VIII

La Civic di ottava generazione si presenta subito ben distante dalla versione che l'aveva preceduta: il design è avveniristico, estremamente sportivo e di ispirazione chiaramente nipponica; la meccanica è rivoluzionata soprattutto a livello di sospensioni che per la prima volta rinunciano allo schema a quattro ruote indipendenti anche per la versione sportiva di punta, la Type-R.
I motori sono tutti nuovi, ad eccezione dell'unità montata sulla Type-R che presenta moltissime affinità con il motore montato anche nella generazione precedente. Per il resto vedono la comparsa le nuove generazioni di motori a benzina L ed R e l'unità diesel di derivazione Isuzu viene rimpiazzata da un nuovo motore Common Rail costruito da Honda stessa.

## Nona generazione (2011-2017)

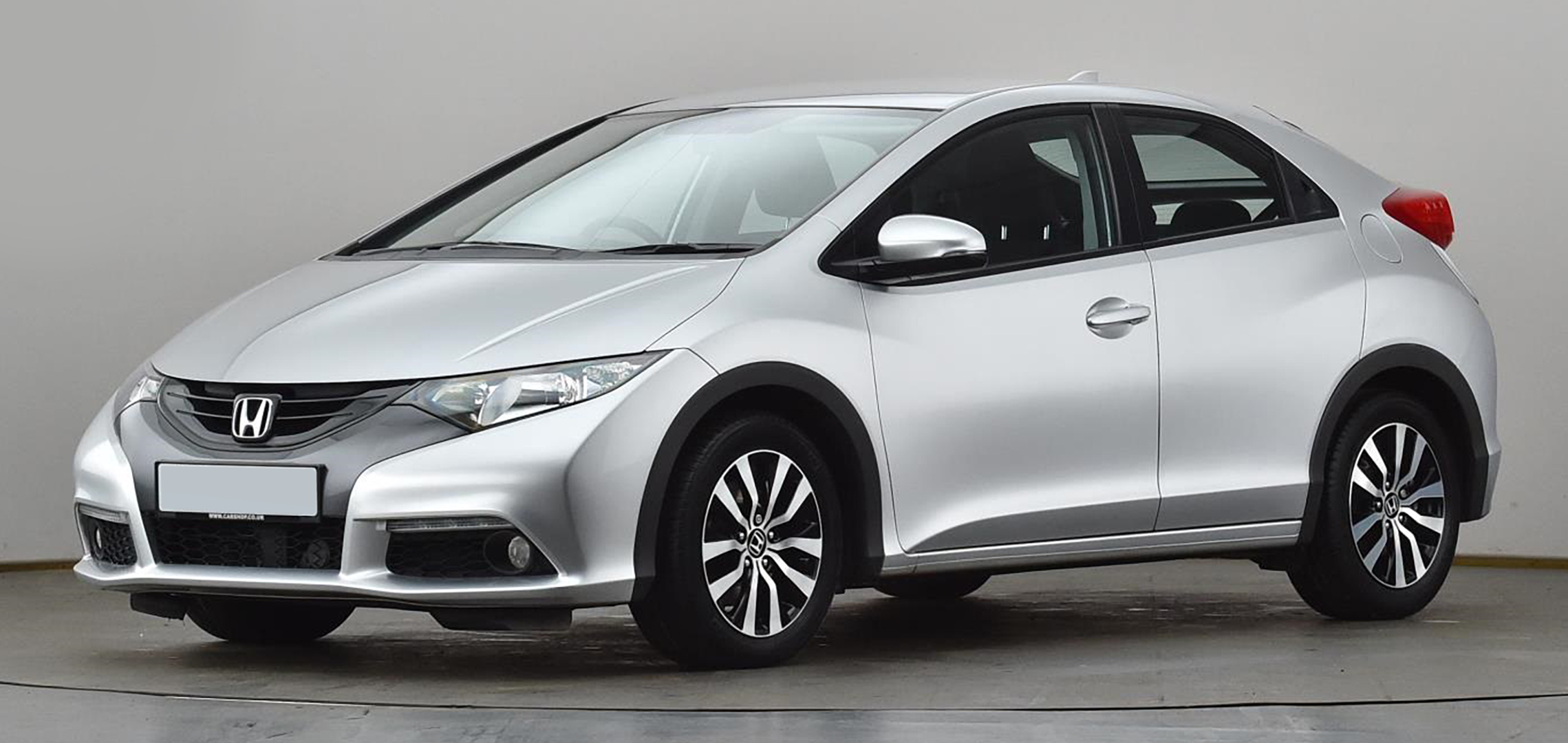
Civic IX

La nona generazione, venduta nell'edizione americana dal 2011 e in quella destinata al mercato europeo dal 2012, evolve il design della progenitrice in chiave ancor più moderna, adottando forme più pulite e levigate. I tocchi originali abbondano, dalla Y che formano la presa d'aria, la mascherina e i fari nel frontale, alle luci di coda in rilievo (assolvono anche una funzione aerodinamica), passando per il cofano che sembra proseguire senza soluzione di continuità nel parabrezza e per le fiancate, in cui i parafanghi e i passaruota sono appena accennati. Un motivo di continuità con il modello uscente viene però dalla scelta di adottare una strumentazione su due livelli, con una ricca fascia digitale a sormontare gli indicatori analogici. A prima vista non sembrerebbero esserci invece novità di rilievo in materia di motori ma anche qui le differenze ci sono: gli uomini della Honda hanno messo mano soprattutto al 2.2 i-DTEC; Questo turbodiesel guadagna 10 CV (da 140 a 150). A completare l'offerta al lancio c'è poi il 1800 i-VTEC a benzina, da 142 CV ed il piccolo 1400 i-VTEC a benzina da 100 CV. Verso la fine del 2012 viene introdotto il nuovo turbodiesel 1600 i-DTEC da 120 CV completamente progettato e prodotto da Honda per il mercato europeo. Nel 2015, la Honda fa debuttare il nuovo modello Type-R che presenta per la prima volta in un modello Type-R l'adozione del turbo.

## Decima generazione (2015-2021)

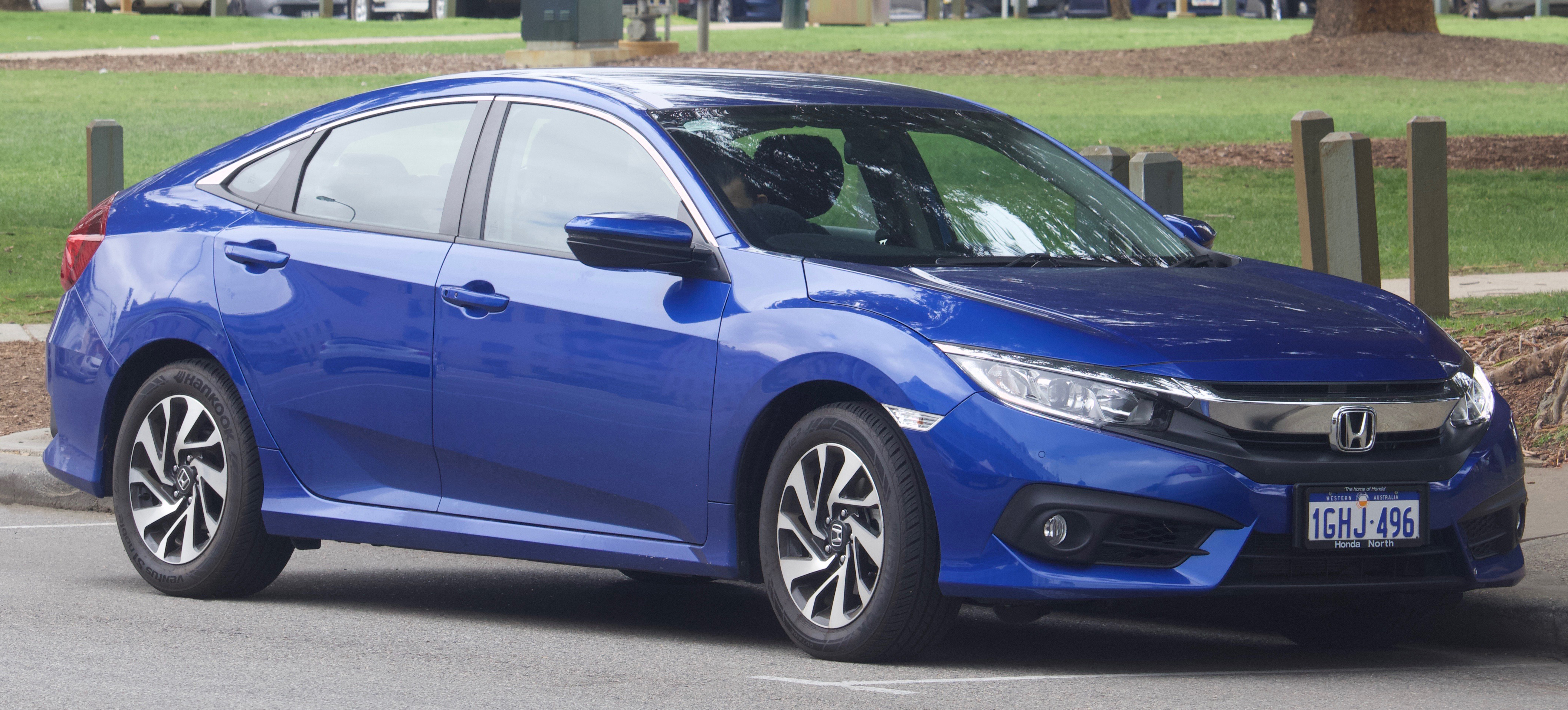
Civic X

La decima generazione della Honda Civic ha fatto il suo debutto internazionale nel settembre del 2015, venendo anticipata da un concept al Salone dell'automobile di New York dello stesso anno. La nuova Civic, che ha fatto il suo debutto in versione berlina 3 volumi, si basa su una nuova piattaforma modulare. La nuova Civic (serie FC) è, per la prima volta dalla sesta serie (serie EK), realizzata per tutto il mondo. Infatti Honda, per risparmiare sulla produzione delle vetture, ha scelto di commercializzare un unico modello di Civic in tutto il mondo, con varie carrozzerie, di cui alcune esclusive per alcuni mercati (la stessa formula è stata usata, con successo, dal costruttore americano Ford, e un esempio lampante ne è proprio la Focus, tra l'altro rivale proprio della Civic). Le uniche modifiche che verranno apportate alle versioni per gli altri mercati riguarderanno solo alcuni particolari estetici sia degli esterni che degli interni, le motorizzazioni, la disponibilità di alcuni accessori (anche di sicurezza) e la disponibilità delle varie carrozzerie. Dopo la versione berlina 3 volumi, è stata lanciata la versione coupé, esclusiva del Nord America, presentata al Salone dell'automobile di Los Angeles del 2015, e in futuro dovrebbe arrivare anche la versione hatchback, anticipata da un prototipo al Salone dell'automobile di Ginevra del 2016 e che verrà resa, come la precedente serie, disponibile anche nella versione sportiva Type-R. La nuova Civic monterà, oltre ai 1.8 da 141 CV (in Thailandia) e 2.0 a benzina da 158 CV (in Nord America), dei nuovi motori turbobenzina 1.0 3 cilindri turbo da 130 CV (in Cina) e dei 1.5 4 cilindri turbobenzina da 180 (in Cina), 173 (in Thailandia), 174 (in Nord America) o 201 CV (in Europa). Con questa serie, inoltre, la Civic tornerà, molto probabilmente dal 2018, in suolo giapponese, dove gli ultimi esemplari dell'ottava serie JDM vennero venduti nel 2010.

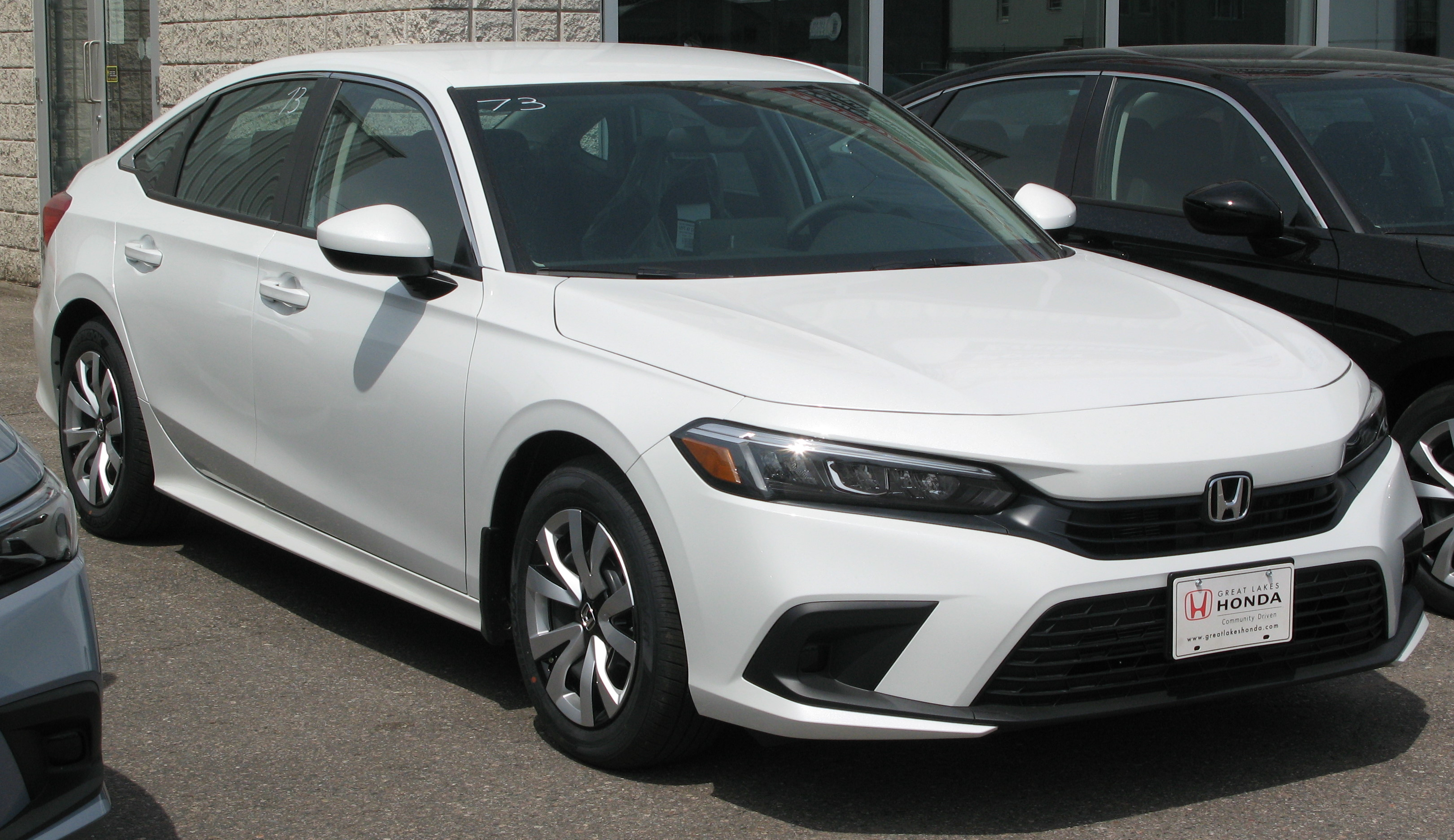
Civic XI

## Undicesima generazione (dal 2021)
L'undicesima generazione della Honda Civic è stata presentata il 17 novembre 2020 sotto forma prototipale. La prima immagine è stata diffusa il 14 aprile 2021. È stata svelata completamente il 28 aprile 2021 e ha debuttato per la prima volta il 16 giugno 2021 in Nord America. La variante a 5 porte (commercializzata come "Civic Hatchback") è stata presentata il 23 giugno 2021 per il mercato del Nord America e il Giappone. La versione coupé non viene più offerta a causa delle vendite al di sotto delle aspettative.